# Comuna Butivka, Sosnîțea
Butivka (în ucraineană Бутівка) este o comună în raionul Sosnîțea, regiunea Cernihiv, Ucraina, formată din satele Bondarivka, Butivka (reședința), Polove și Starobutivka.

## Demografie
Componența lingvistică a comunei Butivka
     Ucraineană (98,69%)
     Rusă (1,09%)
     Alte limbi (0,22%)
Conform recensământului din 2001, majoritatea populației comunei Butivka era vorbitoare de ucraineană (98,69%), existând în minoritate și vorbitori de rusă (1,09%).